# Équipe du Soudan du Sud masculine de basket-ball
Cet article traite de l'équipe masculine. Pour l'équipe féminine, voir Équipe du Soudan du Sud féminine de basket-ball.
Maillots
L'équipe du Soudan du Sud de basket-ball est la sélection des meilleurs joueurs sud-soudanais. Elle est placée sous l'égide de la Fédération sud-soudanaise de basket-ball.

## Histoire

### Les débuts (2011-2021)
L'équipe nationale a disputé à Djouba, la capitale du pays, son premier match international amical contre son homologue ougandaise, le 10 juillet 2011, dans le cadre des festivités de l'indépendance du Soudan du Sud, proclamée la veille ; les Ougandais s'imposent sur le score de 73 à 69.
En 2016, l’équipe a joué dans un tournoi hors concours nommé Indigenous Basketball Competition à Vancouver, Canada.
Le 9 janvier 2016, la Fédération sud-soudanaise de basket-ball a annoncé que Jerry Steele deviendrait le nouvel entraîneur-chef de l’équipe nationale masculine pour la préparation du Championnat d'Afrique masculin de basket-ball 2017. Grâce à l’accord, Steele serait sous contrat jusqu’aux Jeux olympiques de Tokyo en 2020.
Lors des éliminatoires du championnat d'Afrique 2017, l’équipe a été placée en Zone 5 Groupe A, avec l’Egypte, le Kenya, le Rwanda. Le Soudan du Sud a disputé son premier match international officiel le 12 mars 2017, contre l’Égypte au Caire. Ils ont perdu contre l’Égypte de 11 points (87-76) lors du premier match. Deux jours plus tard, l’équipe nationale a remporté sa première victoire en phase de groupes contre le Kenya par 2 (68-66). Le lendemain, l’équipe a concédé sa seconde défaite de dix points (80-90) contre le Rwanda, les plaçant plus tard dans le match de classement. Le 12 mars, l’équipe a battu le Kenya dans le match de classement en OT (84-89). L’entraîneur Steele et la Fédération de basket-ball du Soudan du Sud se sont séparés d’un commun accord le 3 octobre 2017.
Le 7 novembre 2017, Scott Catt a été nommé entraîneur-chef de l’équipe nationale masculine. Madut Bol, fils de Manute Bol, a également été nommé entraîneur-chef adjoint de l’équipe nationale masculine.
En novembre 2020, l’ancien All-Star de la NBA, Luol Deng, est devenu président de la fédération sud-soudanaise de basket-ball. Il a également brièvement entraîné l’équipe. En septembre 2021, Royal Ivey, entraîneur adjoint des Nets de Brooklyn, est devenu l’entraîneur-chef de l’équipe.

### Premières compétitions internationales (2021-2023)
L'équipe du Soudan du Sud participe au Championnat d'Afrique masculin de basket-ball 2021. Membre du groupe D, les soudanais s'imposent par forfait face au Cameroun, perdent face au Sénégal (75 à 104) et s'imposent face à l'Ouganda (88 à 86). L'équipe termine deuxième de son groupe. Les soudanais battent ensuite le Kenya, 60 à 58, mais ils sont battus par la Tunisie (65 à 80) en quart de finale. Pour sa première compétition internationale, le Soudan du Sud termine à la 7e place du tournoi.

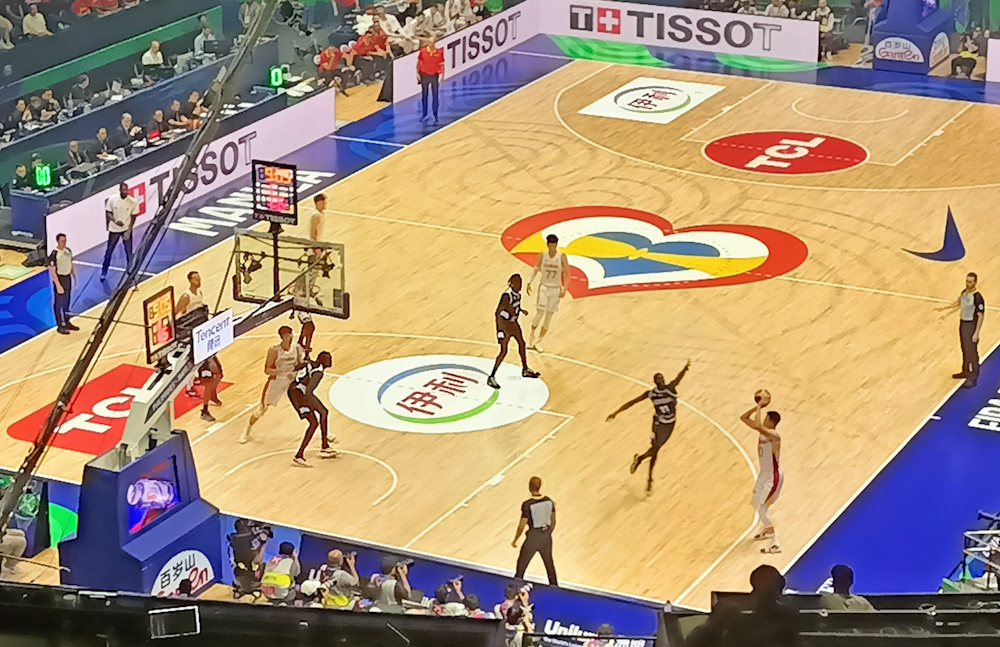
Soudan du Sud (en noir) vs Chine (blanc) à la Coupe du monde 2023.

Le 25 février 2023, le Soudan du Sud se qualifie pour la première fois de son histoire pour la Coupe du monde 2023. Le Soudan du Sud est dans le groupe B avec Porto Rico, la Chine et la Serbie. Pour leur premier match, les soudanais s'inclinent 96 à 101 après prolongation face à Porto Rico avec 38 points, 11 passes décisives et 5 rebonds de Carlik Jones. Lors du deuxième match, le Soudan du Sud remporte le premier match de son histoire en Coupe du monde face à la Chine (89 à 69). Les soudanais s'inclinent pour leur dernier match de poule face à la Serbie sur le score de 83 à 115. Le Soudan du Sud termine troisième de son groupe et est éliminé de la compétition. Pour les matchs de classement, l'équipe affronte les Philippines et l'Angola et s'impose face aux deux équipes. Grâce à sa victoire face à l'Angola et la défaite de l'Egypte face à la Nouvelle-Zélande, le Soudan du Sud termine meilleure équipe africaine et se qualifie pour les Jeux olympiques 2024. Le Soudan du Sud termine à la 17e place du tournoi.

### Première participation aux Jeux olympiques (2024)
Le Soudan du Sud est dans le groupe C en compagnie de Team USA, de la Serbie et Porto Rico,. Les Sud-soudanais débute leur tournoi au Stade Pierre-Mauroy de Villeneuve-d'Ascq face à Porto Rico et l'avant match est marqué par une erreur d'hymne national avec la diffusion de celui du Soudan au lieu de celui du Soudan du Sud. L'équipe s'impose 90 à 79 pour son premier match de l'histoire aux jeux olympiques malgré un début difficile car ils étaient menés 0 à 8 et grâce aux 19 points de Carlik Jones. Lors du deuxième match, les sud-soudanais retrouvent les USA, qu'ils avaient failli battre lors des matchs de préparation au JO (défaite 100 à 101), mais cette fois-ci, ils sont battus 86 à 103. Lors du dernier match de groupe, les sud-soudanais s'inclinent 85 à 96 face à la Serbie en raison des 30 points et 8 passes décisives de Bogdan Bogdanović et sont éliminés du tournoi olympique.

## Palmarès
| Compétitions mondiales                             | Compétitions continentales |
| -------------------------------------------------- | -------------------------- |
| - Jeux olympiques - Néant - Coupe du monde - Néant | - AfroBasket - Néant       |

## Parcours en compétitions internationales
Voici le parcours de l'équipe du Soudan du Sud aux Jeux olympiques, Championnat du monde et Championnat d’Europe.
| Jeux olympiques | Jeux olympiques | Coupe du monde | Coupe du monde | Afrobasket | Afrobasket    |
| --------------- | --------------- | -------------- | -------------- | ---------- | ------------- |
| 2012            | Non qualifiée   | 2014           | Non qualifiée  | 2011       | Non qualifiée |
| 2016            | Non qualifiée   | 2019           | Non qualifiée  | 2013       | Non qualifiée |
| 2020            | Non qualifiée   | 2023           | 17e            | 2015       | Non qualifiée |
| 2024            | 9e              | 2027           | -              | 2017       | Non qualifiée |
| 2028            | -               |                |                | 2021       | 7e            |
|                 |                 |                |                | 2025       | -             |

## Effectif actuel
Effectif pour la Coupe du monde 2023:
| Numéro | Joueur               | Poste | Naissance         | Taille | Club actuel 2022-2023 |
| ------ | -------------------- | ----- | ----------------- | ------ | --------------------- |
| 0      | Junior Madut         | 2     | 26 mars 1997      | 1,98 m | Tasmania JackJumpers  |
| 1      | Nuni Omot            | 3     | 3 octobre 1994    | 2,06 m | Taichung Suns         |
| 2      | Carlik Jones         | 1     | 23 décembre 1997  | 1,83 m | Bulls de Chicago      |
| 6      | Khaman Maluach       | 5     | 14 septembre 2006 | 2,16 m | AS Douanes            |
| 8      | Kuany Ngor Kuany (C) | 3     | 8 juillet 1994    | 2,01 m | Keilor Thunder        |
| 11     | Marial Shayok        | 1     | 26 juillet 1995   | 1,98 m | Celtics du Maine      |
| 12     | Deng Acuoth          | 5     | 2 octobre 1996    | 2,08 m | Knox Raiders          |
| 13     | Majok Deng           | 4     | 1er mars 1993     | 2,05 m | Tasmania JackJumpers  |
| 14     | Peter Jok            | 2     | 30 mars 1994      | 1,98 m | Nantes Basket Hermine |
| 21     | Koch Bar             | 5     | 15 septembre 1996 | 2,11 m | Horsens IC            |
| 32     | Wenyen Gabriel       | 4     | 26 mars 1997      | 2,06 m | Lakers de Los Angeles |
| 44     | Sunday Dech          | 1     | 1er janvier 1994  | 1,95 m | Adelaide 36ers        |

Sélectionneur :  Royal Ivey

## Personnalités marquantes

### Liste des sélectionneurs
- 2011-2016 :  Deng Lek
- 2011-2016 :  Bil Duany
- 2017-? :  Scott Catt
- 2020 :  Ajou Deng
- 2020-2021 :  Luol Deng
- 2021- :  Royal Ivey